# Anamastigona meridionalis
Anamastigona meridionalis är en mångfotingart som beskrevs av Filippo Silvestri 1898. Anamastigona meridionalis ingår i släktet Anamastigona och familjen Anthroleucosomatidae. Inga underarter finns listade i Catalogue of Life.